# Bagna w Nowej Wsi
Bagna w Nowej Wsi este o arie protejată (sit de importanță comunitară — SCI) din Polonia întinsă pe o suprafață de 99,07 ha, integral pe uscat.

## Localizare
Centrul sitului Bagna w Nowej Wsi este situat la coordonatele 50°35′36″N 19°16′59″E / 50.5933°N 19.2831°E.

## Înființare
Situl Bagna w Nowej Wsi a fost declarat sit de importanță comunitară în ianuarie 2021 pentru a proteja un număr necunoscut de specii din flora spontană și fauna sălbatică aflate în arealul zonei.

## Biodiversitate
Situată în ecoregiunea continentală, aria protejată conține 6 habitate naturale: Lacuri eutrofice naturale cu vegetație de tip Magnopotamion sau Hydrocharition, Liziere de ierburi înalte hidrofile de câmpie și de nivel montan până la alpin, Mlaștini turboase de tranziție și turbării mișcătoare, Depresiuni pe substraturi de turbă de Rhynchosporion, Mlaștini alcaline, Păduri acidofile de stejar bătrân cu Quercus robur pe câmpii nisipoase.
La baza desemnării sitului se află un număr nedeclarat de specii protejate.